# 2013 TV135
2013 TV135 est un astéroïde Apollon d'environ 450 mètres de diamètre.

## Découverte
2013 TV135 a été découvert par des astronomes ukrainiens le 8 octobre 2013.

## Passages à proximité de la Terre et risques de collision
2013 TV135 est un astéroïde géocroiseur qui passe régulièrement à proximité de la Terre. En l'état actuel des connaissances il existe une probabilité non nulle, bien qu'extrêmement faible, d'entrer en collision avec la Terre en 2032 ou 2047. En cas d'impact, l'énergie dégagée serait égale à 3,18 milliards de tonnes de TNT, soit plus de 60 fois la puissance de la Tsar Bomba, la bombe atomique la plus puissante ayant jamais explosé à la surface de la Terre.

### 16 septembre 2013
L'astéroïde s'est approché au plus près de la Terre le 16 septembre 2013, date à laquelle il était situé à 6,7 millions de kilomètres (17 fois la distance Terre-Lune) de la Terre.

### 2032
Depuis sa découverte en octobre 2013, il est classé au niveau 1 sur l'échelle de Turin, compte tenu d'un faible risque de collision avec la Terre le 26 août 2032 (probabilité constamment révisée, un temps estimée à 1/50 000). Sur l'échelle de Palerme il est classé à -1,66.

### 2047
La probabilité d'un impact avec la Terre le 27 août 2047 est estimée à environ une chance sur 1,7 million, le plaçant pour cette date au niveau 0 sur l'échelle de Turin et à -3,45 sur l'échelle de Palerme.